# Dave Evans
Dave Evans (ur. 20 lipca 1953) – pierwszy wokalista australijskiego rockowego zespołu AC/DC.

## Życiorys
Evans urodził się w Carmarthen w Walii. Kiedy był dzieckiem jego rodzina przeniosła się do Australii.
Został przyjęty do zespołu w 1973 przez założycieli AC/DC Angusa i Malcolma Youngów. Razem z nim zostali przyjęci: perkusista Colin Burgess i basista Larry Van Kriedt. Był członkiem zespołu przez kilka miesięcy i został zastąpiony przez Bona Scotta około września 1974. Wraz z AC/DC nagrał jeden singel („Can I Sit Next To You, Girl?” / „Rocking In The Parlour”), który ukazał się w Australii i Nowej Zelandii. Bracia Young uznali, że Evans nie jest odpowiednim frontmanem dla ich zespołu. Uważali, że za bardzo sprowadza zespół w stronę glam rocka, inspirowany przez takich wykonawców jak Gary Glitter.
Po AC/DC, Evans założył zespół o nazwie Rabbit, z którym wydał kilka singli i dwa albumy. Rabbit pozostawał pod wpływem brytyjskiego zespołu Sweet i osiągnął umiarkowany sukces w Australii. Jego inne zespoły to Thunder Down Under i Hot Cockerel.

## Dyskografia

### AC/DC
- „Can I Sit Next to You, Girl” / „Rockin’ in the Parlour” (1974) (single)

### Rabbit
- Rabbit (1976)
- Too Much Rock’n’Roll (1976)

### Thunder Down Under
- Dave Evans and Thunder Down Under (1986)

### Kariera solowa
- A Hell of a Night (2001)
- Sinner (2004)
- Judgement Day (2008)
- Nothing to Prove (2014) – EP
- What about Tomorrow (2014) – EP
- Wild (2017) – EP
- „Bad Ass Boy” (2020) – single
- Live (2020)

### Blood Duster
- „Sellout” – z albumu Blood Duster (2003)

### Z Johnym Nitzingerem
- Revenge (2013) (album)